# بیگل ۲
بیگل ۲ (به انگلیسی: Beagle 2)، یک کاوشگر مریخ بریتانیایی است که به وسیلهٔ مأموریت ۲۰۰۳ مارس اکسپرس آژانس فضایی اروپا به مدار مریخ منتقل شد. این یک مأموریت شکست خوردهٔ اخترزیست‌شناسی است که می‌توانست چگونگی زندگی در گذشتهٔ مریخ را در سطح کم عمق آن بررسی کند.
این فضاپیما با موفقیت در ۱۹ دسامبر ۲۰۰۳ از مارس اکسپرس برای فرود بر روی سطح مریخ برابر طرح برنامه‌ریزی شده در ۲۵ دسامبر جدا شد؛ با این حال، در زمان انتظار هیچ‌گونه تماس یا خبری از فرود بر روی مریخ برقرار نشد. در فوریه ۲۰۰۴، پس از تلاش‌های متعدد برای تماس با این فضاپیما، آژانس فضایی اروپا این مأموریت را از دست‌رفته اعلام کرد.
سرنوشت بیگل ۲ به صورت یک معما باقی‌مانده بود، تا این که در ژانویهٔ ۲۰۱۵ هنگامی که آن را دست نخورده در سطح مریخ در یک سری از نگاره‌هایی از دوربین هی‌رایز مدارگرد شناسایی مریخ (HiRISE) ناسا پیدا کردند. نگاره‌ها نشان می‌دهند که دو تا از چهار پنل خورشیدی فضاپیما موفق به بازشدن و استقرار در جای پیش‌بینی‌شد نشده‌اند، و این باعث پوشانده ماندن آنتن ارتباطات فضاپیما گردیده‌است.
نام بیگل ۲ از کشتی اچ‌ام‌اس بیگل، همان کشتی که توسط چارلز داروین استفاده شده اقتباس گردیده‌است.